# Project Hospital
Vous pouvez aider à l'améliorer ou bien discuter des problèmes sur sa page de discussion.
- Certaines informations devraient être mieux reliées aux sources mentionnées dans la bibliographie ou les liens externes. Améliorez sa vérifiabilité en les associant par des références. (Marqué depuis mai 2025)
- Il est orphelin : moins de trois articles lui sont liés. Aidez à ajouter des liens en plaçant le code [[Project Hospital]] dans les articles relatifs au sujet. (Marqué depuis mai 2025)

Project Hospital est un jeu vidéo de gestion hospitalière développé par Oxymoron Games. Sa date de sortie est le 30 octobre 2018 sur la plateforme Steam et GOG.

## Système de jeu
Project Hospital comprend trois grands aspects dans son gameplay : la construction de l'hôpital et son aménagement, la gestion du personnel et des finances de l'hôpital et la gestion des diagnostics et examens des patients.
Dans un premier temps, le joueur a en effet la possibilité de bâtir entièrement son hôpital. Il peut ainsi délimiter les dimensions du bâtiment et installer les pièces (chambres, bureaux des médecins, blocs opératoires, radiographies…) des différents services : urgences, cardiologie, radiologie, orthopédie… Le joueur peut également soit construire les pièces entièrement lui-même en disposant le mobilier, ou alors utiliser les pièces préconstruites et les placer sur la carte. Il peut aussi déterminer les aspects esthétiques des lieux en choisissant le type de matériaux (briques, bois, béton…) et la couleur et peintures des murs intérieurs.
La seconde partie concerne la gestion proprement dite. Le joueur est amené à recruter son personnel parmi les différents postes disponibles (du personnel médical au personnel d'entretien) et à les affecter à leur poste. Chaque membre du personnel possède ses caractéristiques comprenant qualités et défauts. Le joueur a la possibilité de faire suivre des formations à son personnel afin d'en améliorer les compétences. La partie démarrée, le joueur devra accueillir les patients dans son hôpital avec la possibilité d'intervenir dans le diagnostic des patients.
Le but est d'arriver à soigner un maximum de patients tout en gardant le budget de son hôpital en équilibre.
Le jeu est également doté d'un workshop permettant aux joueurs de mettre à disposition de la communauté leurs créations : nouveaux hôpitaux, éléments de décors…

## Développements
Les développeurs poursuivent leur travail sur le jeu et, outre les habituels patchs correctifs et apportant de menues améliorations, sortent un DLC appelé Doctor Mode le 26 novembre 2019.
Les joueurs y ont la possibilité de créer leurs personnages (médecins, infirmières…) et de définir leurs caractéristiques (apparence physique, points forts et points faibles…) et de se familiariser avec un tutoriel de deux missions. Le joueur doit ensuite effectuer les diagnostics lui-même et donner les traitements appropriés aux patients. Différents modes de difficultés existent, les assistances au diagnostics étant adaptées en fonction.
Le Doctor Mode ajoute également 8 nouveaux succès Steam et de nouveaux éléments de décoration pour les cabinets des médecins.
Le 24 avril 2020, un nouveau DLC appelé Hospital Service est disponible. Il ajoute de nouveaux éléments comme la cafétéria, des boutiques à placer dans l'hôpital, une salle de cours pour le personnel ainsi que le service d'autopsie.
Le 18 août 2020, un DLC intitulé Department of Infectious Diseases apparaît. Comme son nom l'indique, il intègre la gestion de maladies infectieuses via un département dédié et certains patients peuvent être infecté par le Covid 19. Un nouveau modèle d'ambulance (inspiré d'une Mercedes Sprinter) est également disponible.
Le 20 octobre 2020, le DLC Traumatology Department est lancé. L'extension apporte 35 nouveaux diagnostics, de nouveaux équipements, des équipements inédits (comme les fauteuils roulants pour transporter les patient(e)s blessé(e)s) et de nouvelles animations. L'hôpital peut également disposer d'un hélicoptère pour le transport des blessés.
En mars 2021, le studio Oxymoron confirme que le développement de Project Hospital est terminé. Le studio continuera de soutenir le jeu par des correctifs, mais ne développera plus de nouveaux contenus.

## Réception critique
Globalement, Project Hospital reçoit des critiques très positives lors de sa sortie. Pour Canard PC, le jeu "est le simulateur d'hôpital le plus réaliste et complexe jamais sorti sur PC" et lui attribue une note de 8/10. Le testeur met en avant les possibilités de gestion et de construction malgré une interface plutôt austère.
Les Players du dimanche mettent en avant la qualité de la gestion et l'aspect très complet du jeu, pointant seulement une ambiance sonore en retrait.
Sur GrettoGeek, le testeur pointe la grande richesse du mode construction et une gestion très complète, même si le jeu est présenté comme difficilement accessible.